# Serra do Pardo nationalpark
Serra do Pardo nationalpark är en nationalpark i Brasilien. Den ligger i kommunen Altamira och delstaten Pará, i den centrala delen av landet, 1 300 km norr om huvudstaden Brasília.
I omgivningarna runt Serra do Pardo nationalpark växer i huvudsak städsegrön lövskog. Trakten runt Serra do Pardo nationalpark är nära nog obefolkad, med mindre än två invånare per kvadratkilometer.